# Thenmus augustus
Thenmus augustus är en spindeldjursart som beskrevs av Harvey 2006. Thenmus augustus ingår i släktet Thenmus och familjen Menthidae. Inga underarter finns listade i Catalogue of Life.